# Monsols
Monsols este o comună în departamentul Rhône din sud-estul Franței. În 2009 avea o populație de 969 de locuitori.

## Evoluția populației
| An        | 1975 | 1982 | 1990 | 1999 | 2006 | 2009 |
| --------- | ---- | ---- | ---- | ---- | ---- | ---- |
| Populație | 764  | 777  | 814  | 895  | 988  | 969  |